# Gęsiareczka
Gęsiareczka (Die Gänsemagd) – niemiecka baśń ludowa spisana po raz pierwszy przez braci Grimm, wchodząca w skład drugiego tomu ich zbioru Baśni wydanego w 1815 roku (tom 2, nr 89).

## Treść
Pewna księżniczka została przez swoją matkę, królową, wysłana do sąsiedniego królestwa, gdzie miała poślubić syna tamtejszego króla. Matka dała jej do towarzystwa służącą. Okazało się jednak, że służąca jest krnąbrna, nieposłuszna i lekceważy księżniczkę, która w tej sytuacji sama musiała sobie usługiwać. W trakcie drogi służąca, grożąc księżniczce śmiercią, zmusiła ją, by zamieniły się rolami. Odtąd służąca miała być księżniczką, a księżniczka służącą. Prawdziwa księżniczka obawiając się byłej służącej zgodziła się przysiąc, że nie zdradzi nikomu prawdy. Kiedy dojechali do sąsiedniego królestwa - król i książę powitali z honorami była służącą jako księżniczkę i narzeczoną dla księcia. Fałszywa księżniczka, kazała znaleźć swojej "służącej", jak przedstawiła prawdziwą księżniczkę, zajęcie - i tak księżniczka została dziewczyną pasącą gęsi. Równocześnie była służąca kazała zabić jej konia, imieniem Falando, gdyż zwierzę to umiało mówić i mogło wyjawić prawdę. Głowę konia przypięto do wielkiej bramy, tak, że prawdziwa księżniczka widziała ją codziennie, kiedy szła pasać gęsi. Za każdym razem zwracała się do głowy konia słowami: "Niestety Falando, wisisz nad drzwiami", a głowa konia odpowiadała "Młoda królewno, źle się dzieje. Gdyby matka twa widziała, serce by sobie złamała". Obserwował to Kostuś, chłopak, który pasał gęsi razem z księżniczką. Kostusiowi bardzo podobały się włosy księżniczki. Kiedy je rozpuszczała, podczas pasienia gęsi, chciał sobie wyrwać kilka, ale księżniczka przegnała go wykorzystując swoją magiczną moc. Wówczas Kostuś poskarżył się królowi. Opowiedział też o jej rozmowach z głową konia. Zaintrygowany król najpierw upewnił się w przebraniu, czy to co mówi Kostuś to prawda. A kiedy sam usłyszał słowa głowy konia, wezwał księżniczkę do siebie i zażądał wyjaśnień kim jest i co oznaczają te słowa. Księżniczka odparła, że przysięgła nie zdradzać tej tajemnicy. Wówczas król rozkazał jej wyżalić się przed piecem, skoro nie może rozmawiać z ludźmi. Księżniczka, posłuszna rozkazowi króla, podeszła do pieca i opowiedziała swoją historię - o tym, że jest córką królowej i że okrutna służąca pozbawiła ją tożsamości. Król, który stał na zewnątrz przy kominie, wszystko usłyszał. Najpierw wezwał syna i poinformował go, że jego narzeczona to oszustka, potem przedstawił mu gęsiareczkę - ubraną już w królewskie szaty - jako prawdziwą księżniczkę. Książę ucieszył się, gdyż prawdziwa księżniczka była bardzo piękna. Następnie król kazał przywołać do siebie fałszywą księżniczkę. Ta nieświadoma niczego udała się do króla. Król zapytał ją, jaka według niej kara powinna czekać osobę, która zdradziła swojego pana. Była służąca odparła bez namysłu: "Osobę taką należy rozebrać do naga, włożyć do beczki z wbitymi wewnątrz gwoździami i zaprząc do dwóch koni. Konie powinny ciągnąć beczkę po każdej z ulic miasta, aż ta osoba umrze". Wówczas król rzekł: "ty jesteś tą osobą" i nakazał wykonać karę, którą służąca sobie wyznaczyła. Wkrótce potem odbył się ślub prawdziwej księżniczki i księcia. Żyli długo i szczęśliwie.

## Ekranizacje
- Baśnie Braci Grimm: Simsala Grimm (Gęsiareczka – odcinek 26, seria 2) – niemiecki serial animowany z 1999 roku
- Gęsiareczka – niemiecki film z 2009 roku